# Nicolai Hartmann
Nicolai Hartmann (in lettone: Nikolajs Hartmanis; Riga, 20 febbraio 1882 – Gottinga, 9 ottobre 1950) è stato un filosofo tedesco.

## Biografia
Hartmann nacque, di discendenza tedesca, a Riga, in Lettonia. Studiò medicina presso l'Università di Tartu, e successivamente filosofia a San Pietroburgo e, in particolare, all'Università di Marburgo in Germania, dove conseguì il Ph.D. e l'Habilitation. Fu professore di filosofia a Marburgo (1922–25), Colonia (1925–31), Berlino (1931–45) e Gottinga (1945–50), dove morì.
Ha studiato sotto gli insegnamenti di Paul Natorp ed Hermann Cohen ed ha sviluppato una sua filosofia che è stata definita come un tipo di neokantismo, di esistenzialismo o di realismo critico oppure una fenomenologia trasformata in un materialismo trascendentale. Tra i suoi allievi vanno citati Hans-Georg Gadamer e Boris Pasternak.

### Teorema di Nicolai Hartmann
Hartmann elaborò il teorema della proporzionalità inversa tra la forza e l'altezza dei valori sociali, postulando che tanto più un valore è forte, tanto meno esso è alto. Maggiore è il consenso attorno al valore, maggiore è la sua forza. Allo stesso modo un valore è tanto più alto, quanto più è rivolto a terzi.

### Opere
- Nicolai Hartmann. La fondazione dell'ontologia, a cura di Francesco Barone, Fabbri, Milano, 1963.
- Id., Il problema dell'essere spirituale, a cura di Alfredo Marini, Firenze, La Nuova Italia, 1971.
- Id., Introduzione all'ontologia critica, a cura di Remo Cantoni, Guida, Napoli, 1972
- Id., Etica: Fenomenologia dei costumi, a cura di Vincenzo Filippone-Thaulero, Guida, Napoli, 1969.
- Id., Etica: Assiologia dei costumi, a cura di Vincenzo Filippone-Thaulero, Guida, Napoli, 1970.
- Id., Etica: Metafisica dei costumi, a cura di Vincenzo Filippone-Thaulero, Guida, Napoli, 1972.
- Id., Ontologia e realtà, a cura di Giuseppe D'Anna e Renato Pettoello, Morcelliana, Brescia, 2009.
- Id., Ontologia dei valori, a cura di Giuseppe D'Anna, Morcelliana, Brescia, 2011
- Id., Nuove vie dell'ontologia, a cura di Giancarlo Penati, La Scuola, Brescia, 2017.
- Id., Possibilità ed Effettività, a cura di Simonluca Pinna, Mimesis, Milano, 2018 (ed. or. tedesca 1938).

### Studi e saggi
- Remo Cantoni, Che cosa ha detto veramente Hartmann, Ubaldini, Roma 1972.
- Giuseppe D'Anna, Nicolai Hartmann. Dal conoscere all'essere, Morcelliana, Brescia 2009.
- Alessandro Gamba, In principio era il fine. Ontologia e teleologia in Nicolai Hartmann, Vita e Pensiero, Milano 2004. ISBN 88-343-1970-2
- Vélez León, Paulo. «An Intellectual Profile of Nicolai Hartmann (1882-1950). Part I Archiviato il 26 marzo 2017 in Internet Archive.». Disputatio. Philosophical Research Bulletin, vol. 5, no. 6, 2016, pp. 457–538. (In Spanish)
- Matteo Gargani, Le forme dello spirito nell’ontologia critica di Nicolai Hartmann. Per una lettura critico-genetica de Il problema dell’essere spirituale, «Rivista di storia della filosofia», LXXIX (2024), 2, pp. 387-413 [ISSN 0393-2515]. URL: https://www.francoangeli.it/rivista/getArticoloFree/76085/It. DOI: 10.3280/SF2024-002003
- Matteo Gargani, Intuizione e conoscenza in Nicolai Hartmann (1911-1926). Sulle premesse dell’ontologia critica, «Archivio di filosofia», XCII (2024), 1, pp. 185-199 [ISSN 0004-0088]. URL: https://www.libraweb.net/articoli3.php?chiave=202408501&rivista=85&articolo=202408501013. DOI: 10.19272/202408501013